# San Marino op de Olympische Zomerspelen 2016
San Marino nam deel aan de Olympische Zomerspelen 2016 in Rio de Janeiro, Brazilië. Het land vaardigde vier atleten af, actief in de atletiek en de schietsport. Schutter Arianna Perilli droeg de San Marinese vlag tijdens de openings- en sluitingsceremonie. 

## Deelnemers en resultaten
(m) = mannen, (v) = vrouwen 

### Atletiek
| Olympiër      | Discipline       | Resultaat | Prestatie                             |
| ------------- | ---------------- | --------- | ------------------------------------- |
| Eugenio Rossi | hoogspringen (m) | 35e       | kwalificatie groep A: 21ste met 2,17m |

### Schietsport
| Olympiër           | Discipline | Resultaat | Prestatie                                           |
| ------------------ | ---------- | --------- | --------------------------------------------------- |
| Stefano Selva      | trap (m)   | 32e       | kwalificatie: 32ste met 102 punten (23-20-14-22-23) |
|                    |            |           |                                                     |
| Alessandra Perilli | trap (v)   | 16e       | kwalificatie: 16de met 63 punten (22-22-19)         |
| Arianna Perilli    | trap (v)   | 13e       | kwalificatie: 13de met 65 punten (21-23-21)         |